# Чемпионат Уганды по шоссейному велоспорту
Чемпионат Уганды по шоссейному велоспорту — национальный чемпионат Уганды по шоссейному велоспорту, проводимый Ассоциацией велоспорта Уганды с 2011 года. За победу в дисциплинах присуждается майка в цветах национального флага (на илл.).

## Призёры

### Мужчины. Групповая гонка.
| Год  | Победитель            | Второй                 | Третий                |
| ---- | --------------------- | ---------------------- | --------------------- |
| 1999 | Букенья Кака          |                        |                       |
| 2000 | Букенья Кака          |                        |                       |
| 2001 | Брайан Муситва        |                        |                       |
| 2002 | Букенья Кака          |                        |                       |
| 2003 | Букенья Кака          |                        |                       |
| 2004 | Себастьян Кигонго     |                        |                       |
| 2005 |                       |                        |                       |
| 2006 | Ясир Асуман           |                        |                       |
| 2007 | Ясир Асуман           |                        |                       |
| 2008 | Ясир Асуман           |                        |                       |
| 2009 | Джозеф Майанджа       |                        |                       |
| 2010 | Давид Матову          | Дэн Кавееса Аликисенте | Музамилу Вавамуно     |
| 2011 | Себастьян Кигонго     |                        |                       |
| 2012 | Леоне Матову          | Салонго Букенья        | Эдвард Букенья        |
| 2013 | Леоне Матову          |                        |                       |
| 2014 | Давид Матову          | Себастьян Кигонго      | Лоуренс Киагуланьи    |
| 2015 | Себастьян Кигонго     | Самуэль Сабагвани      | Давид Матову          |
| 2016 | Джозеф Малала Мбазира |                        |                       |
| 2017 | Мудатхили Али         | Эдвард Букенья         | Самуэль Сабагвани     |
| 2018 | Азизи Ссемпала        | Самуэль Мусууфу        | Джозеф Малала Мбазира |
| 2019 | Чарльз Кагиму         |                        |                       |
| 2020 |                       |                        |                       |
| 2021 |                       |                        |                       |
| 2022 |                       |                        |                       |
| 2023 |                       |                        |                       |
| 2024 | Лоуренс Лорот         | Поль Като              | Петер Вассва          |

### Женщины. Групповая гонка.
| Год  | Победитель     | Второй          | Третий        |
| ---- | -------------- | --------------- | ------------- |
| 2010 | Марион Айебале | Рехема Набаноба | Хаджа Наджуко |